# Fagonia boveana
Fagonia boveana är en pockenholtsväxtart som först beskrevs av Hadidi, och fick sitt nu gällande namn av Hadidi & Garf och Z.A.R. El Karemy & S.M. El Naggar. Fagonia boveana ingår i släktet Fagonia och familjen pockenholtsväxter. Inga underarter finns listade i Catalogue of Life.